# L'Aigle et l'Enfant
Pour plus de détails, voir Fiche technique et Distribution.
L'Aigle et l'Enfant est un film dramatique austro-espagnol réalisé par Gerardo Olivares et Otmar Penker, sorti en 2015.

## Synopsis
Dans une contrée indéterminée des Alpes, dans les années 1960, Keller (Tobias Moretti) et son fils Lukas (Manuel Camacho) vivent dans les montagnes, seuls, après que la mère de Lukas (et épouse de Keller) soit décédée dans l'incendie de leur maison. Keller, aigri par la perte de sa femme, ne parvient pas à vivre en équilibre et en bonne entente avec son fils, qui se tourne de plus en plus vers la nature, en évitant le contact de ses semblables. Rien ne semble redonner à Lukas le goût de la vie, si ce n'est qu'un jour il découvre un aiglon qui, chassé par son frère aîné, est tombé de son nid d'aigle. Lukas décide de s'occuper de l'oiseau. Il lui donne pour nom Abel, comme l'Abel de la Bible qui fut tué par son frère Caïn. Tout comme Lukas, Abel aussi a perdu un de ses deux parents et est aussi délaissé par le parent survivant. Le garde forestier Danzer (Jean Reno), pris d'affection pour Lukas, aidera ce dernier à nourrir et à élever l'aiglon. Mais Danzer sait qu'aussi bien l'aigle que l'enfant devront grandir, surmonter les obstacles de la vie, et se réconcilier avec leurs respectives familles.

## Fiche technique
- Titre espagnol, en pré-production : El camino del águila
- Titre espagnol, définitif : Hermanos del viento
- Titr autrichien : Wie Brüder im Wind
- Titre français : L'Aigle et l'Enfant
- Titre international : Brothers of the Wind
- Réalisation : Gerardo Olivares et Otmar Penker
- Scénario : Otmar Penker, Joanne Reay et Gerald Salmina
- Musique : Sarah Class
- Montage : Karin Hartusch
- Photographie : Oscar Duran et Otmar Penker
- Costumes : Brigitta Fink
- Producteur : Philip-Jaime Alcazar et Walter Köhler
  - Producteur exécutif : Dinah Czezik-Müller, Michael Frenschowski et Joanne Reay
  - Producteur consultant : Thomas Feldkircher
  - Producteur délégué : Fritz Sammer et Aldo Metzelaar
- Production : Terra Mater Factual Studios
- Distribution : Légende Distribution et Marco Polo Production
- Pays de production :  Autriche et  Espagne
- Durée : 97 minutes
- Genre : Drame
- Dates de sortie :
  - République tchèque : 24 décembre 2015
  - Autriche : 29 janvier 2016
  - France : 6 juillet 2016
  - Pays-Bas : 15 octobre 2016 (au Festival de Cinéma « Cinekid »)
  - Espagne : 23 juin 2017[1]

## Distribution
- Jean Reno : Danzer
- Tobias Moretti : Keller
- Manuel Camacho : Lukas
- Eva Kuen : Maria

## Production

### Pré-production
Ce film est une fusion de deux genres distincts, le documentaire animalier, et la fiction dramatique. Ce mélange des genres a été possible grâce à la collaboration de deux spécialistes dans leur domaine respectifs : Otmar Penker, réalisateur de films animaliers et Gerardo Olivares, réalisateur de films familiaux.

### Tournage
Le tournage s'est déroulé dans la Vallée de Defereggen, dans le Tyrol de l'Est en Autriche, et dans le Tyrol du sud en Italie.

## Box-office
- France : 144 960 entrées[2]